# Elterliche Gewalt
Elterliche Gewalt bezeichnet die Ausübung elterlicher Macht innerhalb der Familie. Die elterliche Gewalt ermöglicht es den Eltern, über ihre Kinder nach eigenem Ermessen zu verfügen, analog zur Staatsgewalt, durch die der Staat über Staatsangehörige verfügt.
In der Kriminalprävention wird der Begriff in abweichender Bedeutung als Anwendung von Gewalt an Kindern durch ihre Eltern im Sinne einer Misshandlung oder Körperstrafe verwendet, insbesondere im Ausdruck „Opfer elterlicher Gewalt“ in Studien zu Umfang und Auswirkungen innerfamiliärer Gewalt.

## Geschichte
In vorstaatlicher Zeit war die elterliche Gewalt naturgegeben durch die körperliche und geistige Überlegenheit der Eltern bis zum Heranwachsen der Kinder. In den frühen Staaten des Altertums, wie beispielsweise dem antiken Griechenland und dem Römischen Reich, lag die Entscheidungsgewalt – die sogenannte patria potestas – über innerfamiliäre Verhältnisse weiterhin bei den Familienoberhäuptern, während der Staat sämtliche außerfamiliären Verhältnisse beherrschte. Haus und Familie blieben autonom und gerade dadurch Grundlage des Gemeinwesens.
In der Neuzeit wurde der Rechtsbegriff der väterlichen Gewalt entwickelt. Um die Wende zum 20. Jahrhundert wurde diese zur Wahrung des „nationalen Interesses am Kind“ zunehmend unter Aufsicht des staatlichen Wächteramts gestellt (Kindeswohl-Gedanke). Daraus entwickelte sich zunächst die elterliche Gewalt, die dann zur elterlichen Sorge (Deutschland 1979, Schweiz) beziehungsweise Obsorge (Österreich) umgestaltet wurde. Der begriffliche Paradigmenwechsel geht darauf zurück, dass der ursprünglich als „Walten“ im Sinne des Kindesschutzes verstandene Ausdruck der „elterlichen Gewalt“ sich zu einem missverstandenen „elterlichen Zwang“ gewandelt hatte, worauf der BGH 1976 in einer Entscheidung hinwies. Daraufhin wurde, den Begriff ersetzend, der Ausdruck der „elterlichen Sorge“ 1979 gesetzlich verankert.
In der zweiten Hälfte des 20. Jahrhunderts verlagerte sich die Entscheidungsgewalt unmittelbar auf den Staat, wobei das Jugendrecht geschaffen wurde. Den Eltern wurde die vorrangige Ausübung der Ordnungsmacht innerhalb der Familie abgesprochen und stattdessen die Sorge für ihre Kinder in Verbindung mit einem elterlichen Erziehungsauftrag übertragen. Hergeleitet aus Art. 6 Abs. 2 GG, unterliegen Pflege und Erziehung der Kinder und das natürliche Recht der Eltern einem besonderen Verfassungsschutz. Das Elternrecht ist insoweit als Abwehrrecht gegenüber staatlichen Eingriffen in ihr Erziehungsrecht ausgestaltet. Die übergeordnete Ordnungsmacht beansprucht seitdem auch innerhalb der Familie grundsätzlich der Staat für sich.
|                               | Wandel Rechtsbegriffe der Vormundschaft |
| ----------------------------- | --------------------------------------- |
| Neuzeit                       | Väterliche Gewalt                       |
| Ende 19. Jh. / Anfang 20. Jh. | Elterliche Gewalt                       |
| Ende 20. Jh.                  | Elterliche Sorge / Kindeswohl           |

## Begriffsbildung in der nationalen Gesetzgebung
In der Bundesrepublik Deutschland wurde der Begriff der elterlichen Gewalt im Rahmen der Sorgerechtsreform (dem Gesetz zur Neuregelung des Rechts der elterlichen Sorge vom 24. Juli 1979) mit Wirkung zum 1. Januar 1980 im BGB durch „elterliche Sorge“ ersetzt. Deutsche Gerichte betonten bereits vor der Gesetzesänderung zunehmend die Pflichtengebundenheit des Elternrechts und bevorzugten den Begriff der Elternverantwortung. Bereits ein früherer Gesetzentwurf hatte vorgesehen, den Ausdruck elterliche Gewalt durch elterliche Sorge zu ersetzen. Die Änderung der Bezeichnung erklärt sich damit, dass der Gesetzgeber Elternrecht nicht mehr als ein Herrschaftsrecht über das Kind, sondern als ein dienendes Recht ansah.
In Familienrecht der DDR, das von 1966 bis 1990 im Familiengesetzbuch (FGB) geregelt wurde, war der Begriff der elterlichen Gewalt durch den Begriff des Erziehungsrechtes ersetzt worden. (Siehe Erziehungsrecht statt Elterliche Gewalt)
In der Schweiz wurde der Begriff mit Wirkung zum 1. Januar 2000 durch elterliche Sorge ersetzt.
Im österreichischen Familienrecht wird die elterliche Verantwortung für ein Kind als Obsorge bezeichnet.
In Luxemburg ist der Begriff „elterliche Gewalt“ gebräuchlicher als „elterliche Sorge“.
In Südtirol ist der Begriff „elterliche Gewalt“ ebenfalls weiterhin verbreitet als übliche Bezeichnung für die Zusammenfassung der elterlichen Pflichten und Rechte.